# Tierproduktfreie Milch
Tierproduktfreie Milch steht für Erzeugnisse, die ohne den Einsatz von Tieren ein mit Kuhmilch, dem „durch Melken gewonnenen Erzeugnis der normalen Eutersekretion“, vergleichbares Produkt darstellen, sei es in Form von
- Pflanzliche Milch als Milchersatzprodukt oder
- Synthetische Milch (synonym künstliche Milch, Labormilch, In-Vitro-Milch).[1]

Gemäß der Verordnung (EU) Nr. 1308/2013 (Anhang VII) dürfen solche Produkte in der Europäischen Union nicht als Milch bezeichnet oder vermarktet werden.